# Derlis Mereles
Derlis Joel Mereles Mora, noto semplicemente come Derlis Mereles (Emboscada, 19 novembre 2000), è un calciatore paraguaiano, centrocampista del River Plate.

## Caratteristiche tecniche
È un esterno destro.

## Carriera

### Club
Cresciuto nel settore giovanile del Rubio Ñu, nel 2019 è passato in prestito allo Sp. San Lorenzo dove ha disputato la prima stagione fra i professionisti disputando 41 incontri e segnando 4 reti. Il 30 gennaio 2020 è stato acquistato in prestito dal Benfica, che lo ha aggregato alla formazione B.

## Statistiche
Statistiche aggiornate al 12 febbraio 2020.

### Presenze e reti nei club
| Stagione        | Squadra         | Campionato      | Campionato | Campionato | Coppe nazionali | Coppe nazionali | Coppe nazionali | Coppe continentali | Coppe continentali | Coppe continentali | Altre coppe | Altre coppe | Altre coppe | Totale | Totale | Totale |
| Stagione        | Squadra         | Comp            | Pres       | Reti       | Comp            | Pres            | Reti            | Comp               | Pres               | Reti               | Comp        | Pres        | Reti        | Pres   | Reti   |        |
| --------------- | --------------- | --------------- | ---------- | ---------- | --------------- | --------------- | --------------- | ------------------ | ------------------ | ------------------ | ----------- | ----------- | ----------- | ------ | ------ | ------ |
| 2019            | Sp. San Lorenzo | PD              | 41         | 4          |                 | -               | -               |                    | -                  | -                  |             | -           | -           | 41     | 4      |        |
| gen.-giu. 2020  | Benfica B       | LdH             | 0          | 0          |                 | -               | -               |                    | -                  | -                  |             | -           | -           | 0      | 0      |        |
| Totale carriera | Totale carriera | Totale carriera | 41         | 4          |                 | -               | -               |                    | -                  | -                  |             | -           | -           | 41     | 4      |        |